# كولن سميث (ملحن)
كولن سميث (بالإنجليزية: Colin Smith)‏ هو ملحن أسترالي، ولد في 10 يونيو 1928 في برث في أستراليا، وتوفي في 23 أكتوبر 2005 في سيدني في أستراليا.